# Bartolomea Acciaioli
Bartolomea Acciaioli o Acciajuoli (fallecida en 1396) fue la esposa de Teodoro I Paleólogo, déspota de Morea desde 1385. Era la hija mayor de Nerio I Acciaioli, quien poseía grandes propiedades en la Grecia franca. Era famosa por su belleza y su padre la casó con Teodoro para sellar una alianza matrimonial. A principios de la década de 1390, debido al deterioro de las relaciones entre su padre y su esposo, su padre la desheredó en favor de su hermana menor, Francisca, y su hermano ilegítimo, Antonio. Bartolomea murió sin descendencia.

## Primeros años

El Egeo hacia  1410 (casi 15 años después de la muerte de Bartolomea); las tierras moreotas de su marido incluyen las regiones central y sudoriental del Peloponeso.

Bartolomea era la mayor de las dos hijas de Nerio I Acciaioli e Inés de' Saraceni que se habían casado antes de 1381. Nerio Acciaioli era descendiente de una importante casa de banqueros de Florencia. En la década de 1360, se estableció en la Grecia franca, donde se apoderó de grandes dominios, incluida la importante ciudad de Corinto. El padre de Inés de' Saraceni, Saraceno, era un ciudadano veneciano que vivía en Negroponte. La mayoría de los detalles de la vida de Bartolomea son desconocidos. El historiador bizantino, Laónico Calcocondilas registró que de ella "se decía que era la más hermosa de todas las mujeres que en ese momento eran famosas por su belleza".  Era considerada la principal heredera de los vastos dominios de su padre, porque no tenía hermanos legítimos.

## Despoina de Morea
Nerio Acciaioli casó a Bartolomea con Teodoro I Paleólogo, déspota de Morea, en 1385. El matrimonio selló la alianza de su padre y su esposo contra la Compañía navarra (un grupo de mercenarios que se había establecido en el Peloponeso en la década de 1370). Antes del matrimonio, Nerio prometió que Bartolomea heredaría Corinto en caso de su fallecimiento. Teodoro I amaba a su bella esposa y siempre le fue leal, pero su matrimonio no tuvo hijos. Las relaciones entre su padre y esposo se tensaron después de que los navarros capturaron a Nerio en 1389. Lo liberaron solo después de que prometiera convencer a Teodoro de ceder Argos a los venecianos. Los venecianos también tomaron la ciudad de Nerio, Megara, con la condición de que pudieran mantenerla hasta que recibieran Argos, pero Teodoro se negó a entregar su ciudad.
Nerio Acciaioli hizo su último testamento en Corinto el 17 de septiembre de 1394. Desheredó a Bartolomea distribuyendo sus propiedades entre su hija menor, Francisca, su hijo ilegítimo, Antonio, y la iglesia de Santa María de Atenas (el Partenón). Nerio solo legó a Bartolomea la liberación de nueve mil setecientos ducados que su esposo le había prestado. El último testamento indignó tanto a Bartolomea como a su esposo, y decidieron apoderarse de Corinto tan pronto como su padre murió el 25 de septiembre. El mes siguiente, Teodoro atacó la ciudad, pero no pudo evitar que Francisca tomara posesión de ella. Una invasión otomana de Morea obligó a Teodoro a abandonar la campaña militar a principios de 1395. Después de que los otomanos se retiraran de Morea, Bartolomea preparó una emboscada a Francisca entre el istmo de Corinto y Megara, pero no pudo capturarla. Finalmente, el marido de Francisca, Carlo I Tocco, se dio cuenta de que era demasiado débil para mantener Corinto a largo plazo y vendió los derechos de su esposa sobre la ciudad a Teodoro en 1396.
Bartolomea murió alrededor de 1396. Su esposo la sobrevivió, pero sufrió una grave depresión hasta el final de su vida y murió en 1407. Una gran suma de dinero que Bartolomea había depositado en un banco veneciano fue entregada al hermano de Teodoro, Manuel II Paleólogo, ese mismo año.